# Probreviceps macrodactylus
Probreviceps macrodactylus är en groddjursart som först beskrevs av Fritz Nieden 1926.  Probreviceps macrodactylus ingår i släktet Probreviceps och familjen Brevicipitidae. IUCN kategoriserar arten globalt som sårbar. Inga underarter finns listade i Catalogue of Life.